# Condado de Brookings
O Condado de Brookings (em inglês:  Brookings County) é um dos 66 condados do estado americano da Dakota do Sul. A sede e maior cidade do condado é Brookings. Foi fundado em 3 de julho de 1871.
O condado possui uma área de 2 085 km², dos quais 2 052 km² estão cobertos por terra e 33 km² por água, uma população de 31 965 habitantes, e uma densidade populacional de 15,6 hab/km² (segundo o censo nacional de 2010). É o quinto condado mais populoso da Dakota do Sul.